# Long Misty Days
Long Misty Days è il quarto album di Robin Trower del 1976, registrato subito dopo Robin Trower Live. L'album contiene Sailing dei  Sutherland Brothers, già riproposta con grande successo da Rod Stewart nell'album Atlantic Crossing (1975)  

## Tracce

### Lato A
1. Same Rain Falls     (3:14)
2. Long Misty Days     (5:43)
3. Hold Me             (3:36)
4. Caledonia           (3:40)

### Lato B
1. Pride               (3:36)
2. Sailing             (3:44)
3. S.M.O.              (3:41)
4. I Can't Live Without You (4:22)
5. Messin' The Blues (3:53)

## Formazione
- Robin Trower - chitarra
- James Dewar - basso
- Bill Lordan - batteria